# Boris Niepokupnoj
Boris Gawriłowicz Niepokupnoj (ros. Борис Гаврилович Непокупной, ur. w 1887 w Tamaniu) – uczestnik igrzysk w Sztokholmie w 1912 roku, gdzie wystartował w indywidualnym turnieju szablistów oraz reprezentujący Rosję w pięcioboju nowoczesnym.